# اچ‌ام‌اس ئی۴۴
اچ‌ام‌اس ئی۴۴ (به انگلیسی: HMS E44) یک زیردریایی بود که طول آن ۱۸۱ فوت (۵۵ متر) بود. این زیردریایی در سال ۱۹۱۶ ساخته شد.